# Denzil Best
Pour les articles homonymes, voir Best.
Denzil Best est un batteur et compositeur de jazz américain né le 27 avril 1917 et décédé le 24 mai 1965 à New York.

## Biographie
Denzil Best apprend le piano, la trompette et la contrebasse avant, vers 1943, de se spécialiser à la batterie.
Il travaille avec Ben Webster (1943-1944), Coleman Hawkins (1944-1945), Illinois Jacquet (1946) puis Chubby Jackson (1947).
De 1948 à 1952, il est le batteur du quintet du pianiste George Shearing. Un concert de cette formation est décrit dans le roman Sur la route de Jack Kerouac : « Immobile à sa batterie, Denzil Best jouait des balais avec des petits coups de poignet ». Durant cette période, il enregistre aussi avec Lennie Tristano, Lee Konitz, Fats Navarro...
Victime d’un accident de voiture, il cesse d’exercer pendant quelque temps. En 1954, on le retrouve dans l’orchestre d’Artie Shaw. Il travaille ensuite pour Erroll Garner (1955-1957, il figure sur l'album Concert By The Sea), Phineas Newborn, Nina Simone, Billie Holiday, Tyree Glenn, Sheila Jordan,..
Malheureusement, de sérieux problèmes de santé (paralysie progressive) l’éloignent de la scène musicale. Il décède dans un accident, en chutant dans les escaliers d'une station de métro de New York.

## Style et influence
Le style de Denzil Best se caractérisait par sa sobriété, un « feeling legato ». Il était en particulier maitre dans l’utilisation des balais.
Best était aussi compositeur. On lui doit des morceaux comme Move, Wee (également connu sous le nom de Allen's Alley), Dee Dee's Dance et Bemsha Swing (cosigné avec Thelonious Monk).
Son jeu simple et efficace, dans la lignée de celui de Jo Jones, a notamment influencé les batteurs du Cool jazz. Elvin Jones le classe parmi les trois meilleurs batteurs

## Liens
- Ressources relatives à la musique :   - AllMusic
  - Carnegie Hall
  - Discogs
  - Grove Music Online
  - MusicBrainz
  - Muziekweb
- Ressource relative à la recherche :   - Isidore
- Ressource relative à l'audiovisuel :   - IMDb
- Notice dans un dictionnaire ou une encyclopédie généraliste :   - American National Biography
- Notices d'autorité :   - VIAF
  - ISNI
  - BnF (données)
  - IdRef
  - LCCN
  - GND
  - Espagne
  - Belgique
  - Pays-Bas
  - Pologne
  - Israël
  - Tchéquie
  - WorldCat